# Albula Alpen
De Albula Alpen zijn een gebergtegroep in de Westelijke Rätische Alpen, in het Zwitserse kanton Graubünden.
De hoogste top is de Piz Kesch (3.418 meter).

## Ligging en bereikbaarheid
De Albula Alpen worden gescheiden van de Oberhalbstein Alpen in het westen door de Septimerpas en de vallei van de Sursés. Ze worden in het noordwesten gescheiden van de Plessuralpen door de Landwasser en de Wolfgangpas tussen Davos en Klosters. In het noorden worden ze van het Silvrettamassief gescheiden door de Flüelapas. In het oosten vormt het Engadin (vallei van de Inn) de grens met de Sesvennagroep; hetzelfde geldt voor de Livigno Alpen en het Berninamassief die ten zuidoosten van de Albula Alpen gelegen zijn.
De Europese waterscheiding - hier tussen Inn en Rijn - loopt dwars over de Albula Alpen van in het zuidwesten naar het noordoosten.
De Malojapas vormt al eeuwen een gemakkelijke verbinding in zuidelijke richting. De doorgang naar het noorden gebeurde echter ofwel via de moeilijk begaanbaar vallei van de Inn (Oberinntal) of via één van de vele bergpassen in de Albula Alpen die doorgang boden (en bieden) naar het dal van de Alpenrijn bij verkeersknooppunt Chur.
Volgende passen in de Albula Alpen bieden een verbinding tussen de stroomgebieden van de Inn en dat van de Rijn: Julierpas, Albulapas en Flüelapas.

## Topografie en hydrologie
Bergen met een grote hoogte en grote prominentie zijn de Piz Kesch (hoogste punt), Piz Calderas, Piz Ela, Piz Ot en Piz Vadret. De Piz Ela leende zijn naam aan het Parc Ela, een regionaal natuurpark.
De belangrijkste rivieren in de Albula Alpen zijn de Albula, Gelgia, Landwasser, Inn en Mera. Bij de Lunginpas ligt het tripelpunt tussen de Gelgia (-> Rijn), Inn (-> Donau) en Mera (-> Po). Dit punt is dan ook het waterscheidingspunt tussen Noordzee, Zwarte Zee en Middellandse Zee.